# Drymophloeus
Drymophloeus es un género con ocho especies de plantas con flores perteneciente a la familia  de las palmeras (Arecaceae).  
Son originarios desde Maluku hasta Papúa.

## Taxonomía
El género fue descrito por Alexander Zippelius y publicado en Algemene Konst- en Letter-Bode 1829(19): 297. 1829. La especie tipo es: Drymophloeus oliviformis (Giseke) Mart. (1849).
Etimología

## Especies
- Drymophloeus hentyi (Essig) Zona (1999).
- Drymophloeus lepidotus H.E.Moore (1969).
- Drymophloeus litigiosus (Becc.) H.E.Moore (1969).
- Drymophloeus oliviformis (Giseke) Mart. (1849).
- Drymophloeus oninensis (Becc.) H.E.Moore (1969).
- Drymophloeus pachycladus (Burret) H.E.Moore (1969).
- Drymophloeus subdistichus (H.E.Moore) H.E.Moore (1969).
- Drymophloeus whitmeeanus Becc. (1914).